# 愛德華多比利亞努埃瓦區
7°27′44″S 78°07′47″W / 7.4621°S 78.1298°W
愛德華多比利亞努埃瓦區（西班牙語：Distrito de Eduardo Villanueva），是秘魯的一個區，位於該國北部卡哈馬卡大區的聖馬科斯省，始建於1984年12月29日，面積63.1平方公里，海拔高度1,990米，2005年人口2,472，人口密度每平方公里39人。